# Першино (Афанасьєвський район)
Пе́ршино (рос. Першино) — присілок у складі Афанасьєвського району Кіровської області, Росія. Входить до складу Пашинського сільського поселення.
Населення становить 19 осіб (2010, 25 у 2002).
Національний склад станом на 2002 рік — росіяни 80 %.